# Nadap
Nadap ist eine ungarische Gemeinde im Kreis Gárdony im Komitat Fejér. Sie liegt zwei Kilometer nördlich des Velencer Sees.

## Sehenswürdigkeiten
- Festpunkt zur Höhe über dem Meeresspiegel (Szintezési ősjegy)
- 1956er-Denkmal (1956-os emlékmű)
- Mihály-Vörösmarty-Büste, erschaffen von Zsolt Gulácsy-Horváth
- Römisch-katholische Kirche Palermói Szent Rozália
- Sowjetisches Kriegsdenkmal (Szovjet hősi emlékmű), errichtet 1945

## Verkehr
Durch Nadap führt die Landstraße Nr. 8119. Der nächstgelegene Bahnhof befindet sich in Velence.

## Bilder

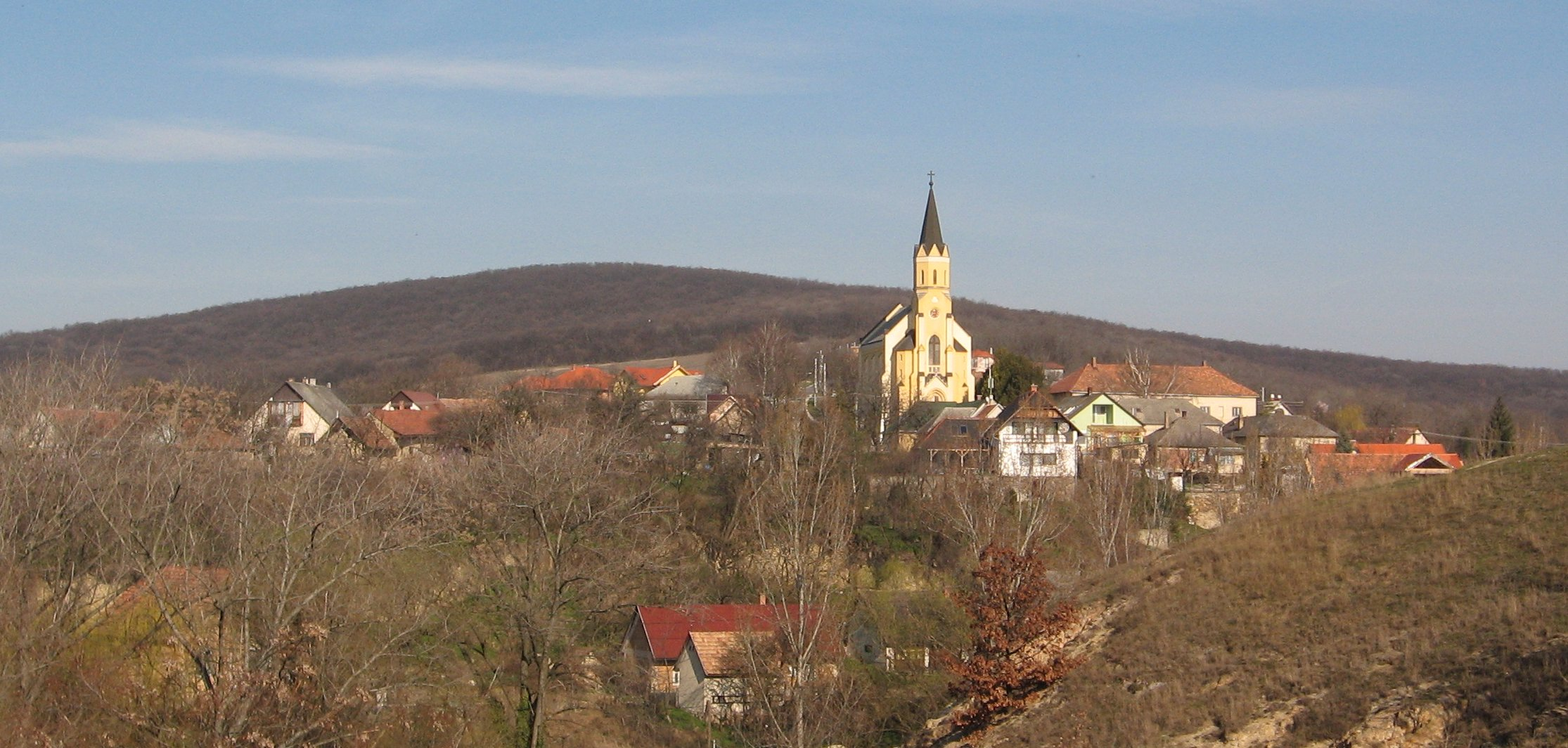
Blick auf Nadap mit der röm.-kath. Kirche
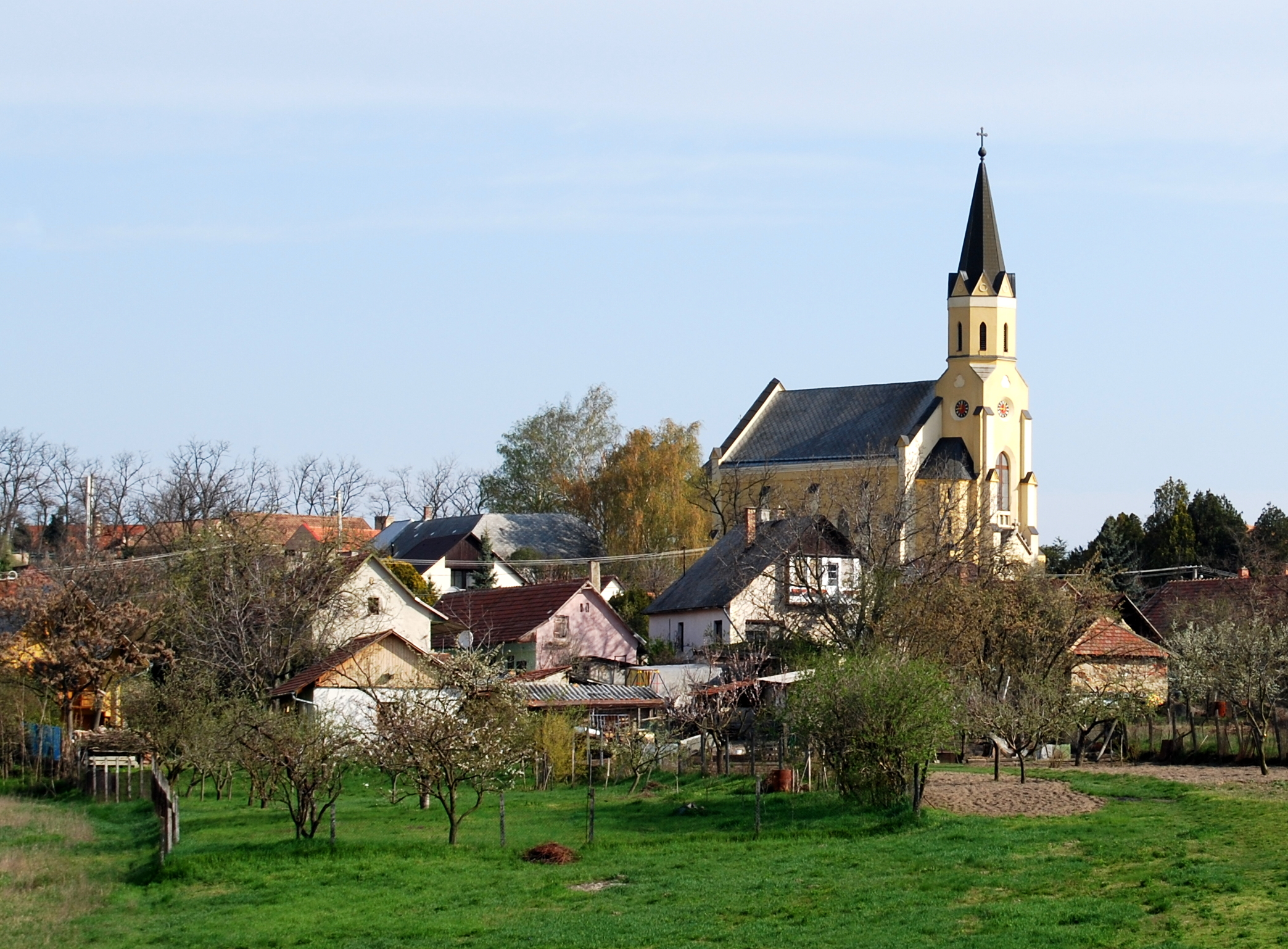
Röm.-kath. Kirche
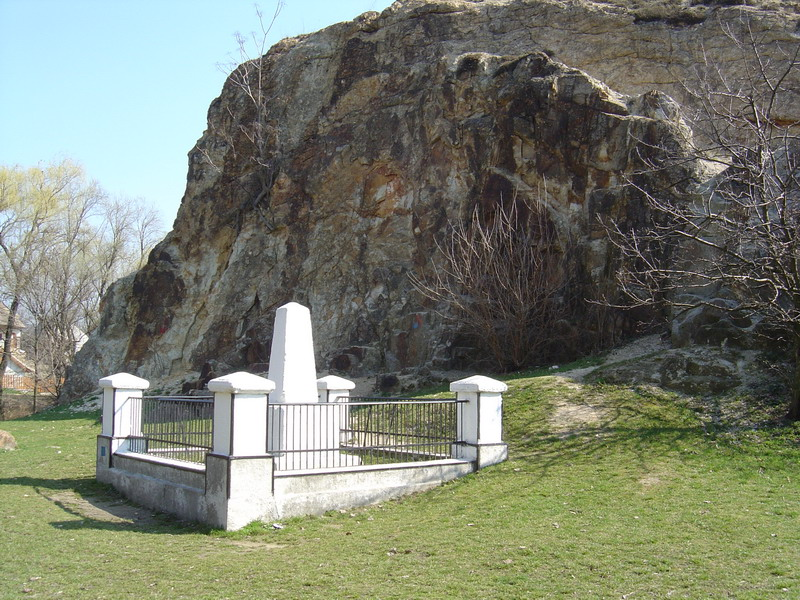
Festpunkt zur Höhe über dem Meeresspiegel